# Oakland City
Pour les articles homonymes, voir Oakland.
La ville d’Oakland City est située dans le comté de Gibson, dans l’État de l’Indiana, aux États-Unis. Lors du recensement de 2010, sa population s’élevait à 2 429 habitants, estimée à 2 419 habitants en 2016. C’est la deuxième localité la plus peuplée du comté.

## Source
- (en) Cet article est partiellement ou en totalité issu de l’article de Wikipédia en anglais intitulé « Oakland City, Indiana » (voir la liste des auteurs).